# Rory Cochrane
Pour les articles homonymes, voir Cochrane.
Rory Cochrane est un acteur américain, né le 28 février 1972 à Syracuse dans l'État de New York.

## Biographie
De père irlandais et de mère indienne, Rory Cochrane passe son enfance en Angleterre. À son retour aux États-Unis, il s'installe à New York où il poursuit ses études d'art dramatique à la LaGuardia High School of Performing Arts.
En 1989, il apparaît pour la 1re fois à l'écran dans un documentaire sur la drogue. La même année, il fait ses débuts au cinéma dans Un baiser avant de mourir (il apparaît 15 secondes à l'écran). Il obtient ensuite un rôle plus substantiel dans Fathers & sons, celui du fils de Jeff Goldblum. En 1993, il fait partie de la Génération rebelle.
Après plusieurs rôles dans de nombreux films, il est engagé en 2002 pour jouer Tim Speedle dans la série Les Experts : Miami. Fatigué par toute la terminologie scientifique et médicale fréquemment utilisée, il demande à être libéré de son contrat au bout de deux ans. CBS accepte et son personnage est tué dans l'épisode Disparitions (Lost Son). Il se lance vers de nouveaux projets au cinéma et tourne en 2006 aux côtés de Keanu Reeves et Winona Ryder dans A Scanner Darkly.

## Filmographie

### Cinéma
- 1993 : Dazed and Confused de Richard Linklater
- 1994 : L'Amour et un 45 (Love and a .45) de C.M. Talkington
- 1995 : Empire Records de Allan Moyle
- 1999 : Black and White de Yuri Seltzer
- 1999 : Personne n'est parfait(e) (Flawless) de Joel Schumacher : Pogo
- 2001 : Mission Évasion mission évasion de Gregory Hoblit
- 2006 : A Scanner Darkly de Richard Linklater
- 2006 : Los Angeles : Alerte maximum de Chris Gorak
- 2009 : Public Enemies de Michael Mann
- 2012 : Argo de Ben Affleck
- 2014 : Oculus de Mike Flanagan : Alan Russell
- 2015 : Strictly Criminal (Black Mass) de Scott Cooper : Steve Flemmi
- 2016 : Soy Nero de Rafi Pitts :
- 2017 : Hostiles de Scott Cooper : Thomas Metz
- 2018 : The Outsider de Martin Zandvliet : Panetti
- 2018 : Undercover - Une histoire vraie (White Boy Rick) de Yann Demange : l'agent Byrd
- 2020 : Les Sept de Chicago (The Trial of the Chicago 7) d'Aaron Sorkin : Homer
- 2021 : Affamés (Antlers) de Scott Cooper : Dan Lecroy
- 2021 : Invasion (Encounter) de Michael Pearce : Shepard West
- 2023 : L'Étrangleur de Boston (Boston Strangler) de Matt Ruskin : Détective Deline

### Télévision
- 1997 : Le Dernier Parrain (The Last Don) de Graeme Clifford
- 2002-2004 : Les Experts : Miami (CSI: Miami) : Tim Speedle
- 2007 : The Company, minisérie réalisée par Mikael Salomon et produite par Ridley Scott
- 2008 : 24 Heures Chrono saison 7 : Greg Seathon
- 2019 : Reprisal : Burt

## Voix françaises
En France, Tanguy Goasdoué est la voix française régulière de l'acteur.
| - Tanguy Goasdoué dans : - A Scanner Darkly - Les Experts (série télévisée) - Les Experts : Miami (série télévisée) - Los Angeles : Alerte maximum - Passion Play - Argo - Parkland - Hostiles - Affamés | Et aussi - Vincent Grass dans Mission Évasion - Bruno Choël dans The Company, dans le Secret de la CIA (série télévisée) - Laurent Morteau dans 24 Heures chrono (série télévisée) - Hervé Furic dans Public Enemies - Thierry Kazazian dans Strictly Criminal - Gilles Morvan dans Undercover : Une histoire vraie |